# Waiting for the Night
Waiting for the Night este o piesă a formației britanice Depeche Mode. Piesa a apărut pe albumul Violator, în 1990.